# Шарлотта Міно
Шарлотта Міно (англ. Charlotte Mineau; 24 березня 1886 — 12 жовтня 1979) — американська акторка німого кіно.

## Біографія
Шарлотта Міно за час своєї кінокар'єри з 1913 по 1931 рік знялася в 65 фільмах. Найбільш помітними були її появи у фільмах за участю Чарлі Чапліна, вона знялася в кількох ранніх фільмах за участю комедійного дуету Лорел і Гарді.
Народилася в штаті Мічиган, померла в Лос-Анджелесі, штат Каліфорнія.

## Вибрана фільмографія
- 1915 — Два серця, які б'ють як десять
- 1915 — Його нова робота / His New Job — кінозірка
- 1915 — Вечір в мюзик-холі / A Night in the Show — дама в партері
- 1915 — Свіді йде в коледж / Sweedie Goes to College — Матрона
- 1916 — Контролер універмагу / The Floorwalker — детективка
- 1916 — Бродяга / The Vagabond — мати дівчини
- 1916 — Скетинг-ринг / The Rink
- 1917 — Тиха вулиця / Easy Street — його дружина
- 1923 — Супер дівчина / The Extra Girl — Белі Браун
- 1926 — Горобчики / Sparrows — місіс Грімс
- 1931 — Пляжна піжама / Beach Pajamas